# Tajni Tempa
Patrik Čukvuemeka Okogvu (engl. Patrick Chukwuemeka Okogwu; London, Engleska, 7. novembar 1988), bolje poznat po svom umetničkom imenu Tajni Tempa je britanski reper, pevač i tekstopisac. Svoj prvi miksovani album je objavio 2007. godine. Svoj debitantski studijski album "Otkriće" (engl. Disc-Overy) objavio je 2010. godine na kojem se nalaze broj jedan singlovi "Pass Out" i "Written in the Stars".

## Diskografija

### Studijski albumi
- Disc-Overy (2010.)
- Demonstration (2012.)

### EP-ovi
- Sexy Beast Vol. 1 (2009.)
- iTunes Festival: London 2010 (2010.)

### Miksovani albumi
- Hood Economics Room 147 (2007.)
- The Micro Mixtape (2010.)
- Foreign Object (2011.)
- Happy Birthday (2011.)

## Nagrade i nominacije
| Godina | Nagrada                 | Kategorija                         | Nominovani rad                | Rezultat  | Izvor  |
| ------ | ----------------------- | ---------------------------------- | ----------------------------- | --------- | ------ |
| 2010.  | MOBO Awards             | Best Newcomer                      |                               | Osvojio   | [ 2 ]  |
| 2010.  | MOBO Awards             | Best Video                         | "Frisky"                      | Osvojio   | [ 2 ]  |
| 2010.  | MOBO Awards             | Best UK Act                        |                               | Nominovan | [ 2 ]  |
| 2010.  | MOBO Awards             | Best Song                          | "Pass Out"                    | Nominovan | [ 2 ]  |
| 2010.  | 4Music Video Honours    | Hottest Boy                        |                               | Nominovan | [ 3 ]  |
| 2010.  | 4Music Video Honours    | Hottest Hook-up                    | "Frisky" (featuring Labrinth) | Nominovan | [ 3 ]  |
| 2010.  | MP3 Music Awards        | The UGG Award (Urban/Garage/Grime) |                               | Nominovan | [ 4 ]  |
| 2010.  | Urban Music Awards      | Best Newcomer                      |                               | Osvojio   | [ 2 ]  |
| 2010.  | Urban Music Awards      | Best Video                         | "Wonderman"                   | Nominiran | [ 2 ]  |
| 2010.  | Urban Music Awards      | Best Hip-Hop Act                   |                               | Osvojio   | [ 2 ]  |
| 2010.  | Urban Music Awards      | Best Collaboration                 | "Pass Out"                    | Osvojio   | [ 2 ]  |
| 2010.  | BT Digital Music Awards | Breakthrough Artist of the Year    |                               | Nominovan | [ 5 ]  |
| 2010.  | BT Digital Music Awards | Best Male Artist                   |                               | Nominovan | [ 5 ]  |
| 2010.  | BT Digital Music Awards | Best Newcomer                      |                               | Osvojio   | [ 5 ]  |
| 2010.  | BT Digital Music Awards | Best Video                         | "Pass Out"                    | Nominiran | [ 5 ]  |
| 2010.  | BT Digital Music Awards | Best Song                          | "Pass Out"                    | Nominovan | [ 5 ]  |
| 2010.  | UK Festival Awards      | Breakthrough Artist                |                               | Osvojio   | [ 6 ]  |
| 2010.  | MTV Europe Music Awards | Best UK and Ireland New Act        |                               | Nominovan | [ 7 ]  |
| 2011.  | South Bank Awards       | Pop Music                          | Disc-Overy                    | Nominovan | [ 8 ]  |
| 2011.  | Brit Awards             | Best British Male                  |                               | Nominovan | [ 9 ]  |
| 2011.  | Brit Awards             | Best Breakthrough Act              |                               | Osvojio   | [ 9 ]  |
| 2011.  | Brit Awards             | Best Single                        | "Pass Out"                    | Osvojio   | [ 9 ]  |
| 2011.  | Brit Awards             | Album of the Year                  | Disc-Overy                    | Nominovan | [ 9 ]  |
| 2011.  | Ivor Novello Awards     | Best Contemporary Song             | "Pass Out"                    | Osvojio   | [ 10 ] |
| 2011.  | BET Awards              | Best International Act: UK         |                               | Osvojio   | [ 11 ] |

## Spoljašnje veze
- Službena stranica
- Tajni Tempah na Twitteru
- Tajni Tempah na MySpaceu